# Кример, Ксения Артуровна
Ксения Артуровна Кример (род. 19 июля 1992 года) — российская ватерполистка, центральный нападающий ватерпольного клуба «КИНЕФ-Сургутнефтегаз» и сборной России. До 2023 года.
23.03.2023 года вышла замуж за Степанова Михаила Ивановича ,25.08.2023 родился сын Степанов Арсений Михайлович.
сезон 2024-2025 возобновляет карьеру за новый клуб Свердловской области ,город Первоуральск ВК «Евразия»

## Карьера
В четвёртом классе Ксения начала заниматься водным поло в питерском клубе «Диана». В 2010 году Ксения перешла в команду «Кинеф-Сургутнефтегаз». В 2012 году выполнила норматив мастера спорта. В команде играет на месте правого нападающего и центрального нападающего. В составе команды девять раз становилась чемпионкой России, шесть обладательницей кубка России, двух кратная обладателбница 2017-2018  кубка европейских чемпионов.
2017 обладательница Суперкубока Европы
В составе сборной России — серебряный призёр мировой лиги.
На казанской Универсиаде 2013 года стала чемпионкой. Вскоре после победы Кример Ксении Артуровне присвоено спортивное звание мастера спорта международного класса, а также была вручена Почётная грамота Президента Российской Федерации.
В 2018 году окончила Санкт-Петербургского университета управления и экономики .